# Вакаяма (комбінат)
Комбінат Вакаяма, також Вакаяма сейтецу-сьо (яп. 和歌山製鐵所, або 新日鐵住金和歌山製鐵所) — металургійний
комбінат в Японії, у місті Вакаяма. Розташований на березі протоки Кії. Один з 12 металургійних комбінатів Японії з повним виробничим циклом. Заснований 1942 року. Належить компанії Nippon Steel & Sumitomo Metal Corporation.
2014 року на комбінаті було виплавлено близько 4,6 млн т сталі, на ньому працює 1460 людей.

## Історія
Комбінат був заснований 1942 року компанією Sumitomo Metal Industries.

## Сучасний стан

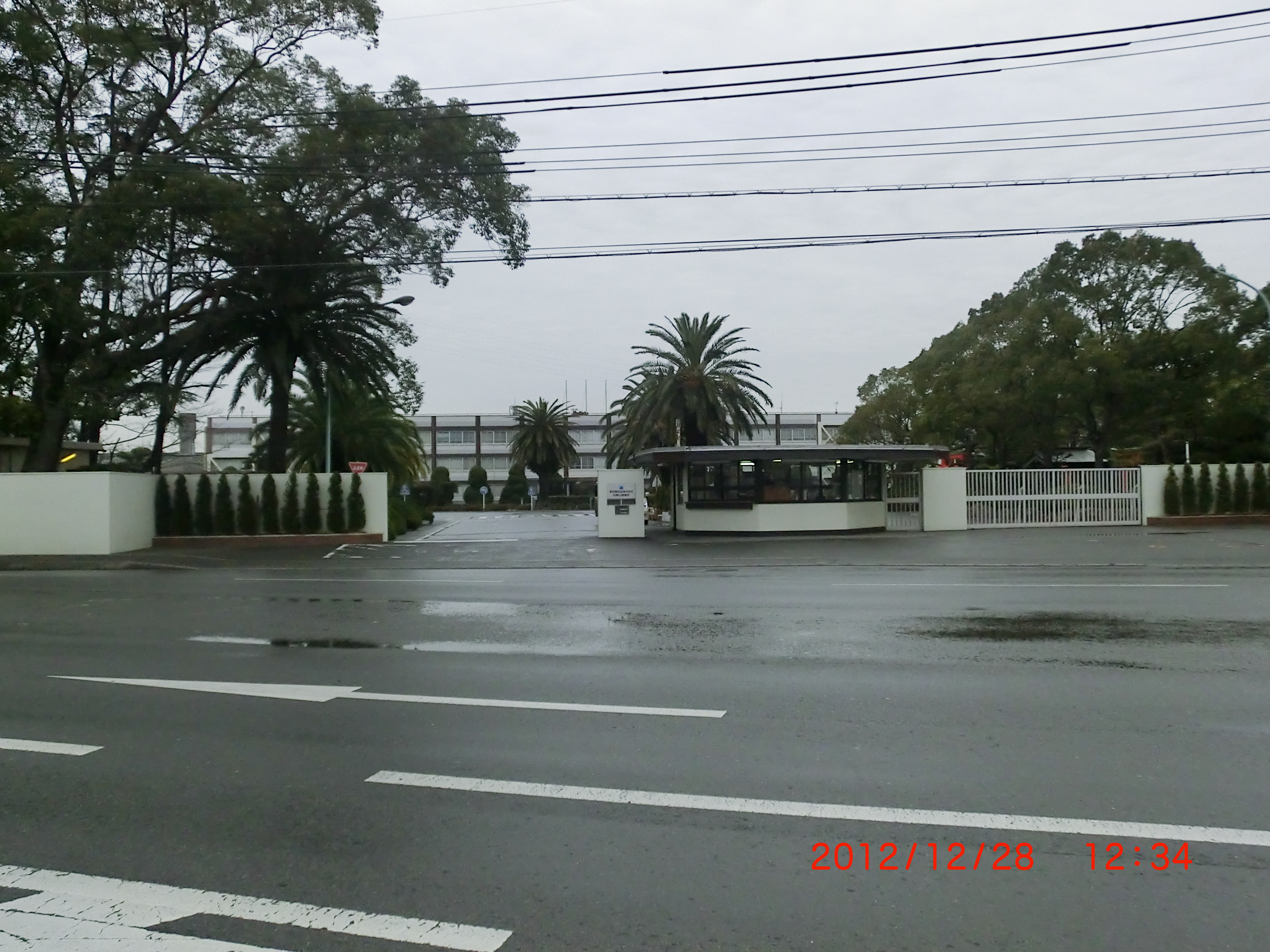
Центральна прохідна комбінату.

Комбінат складається з двох підрозділів — у Вакаямі і Сакай. На комбінаті працює 1460 людей, з яких 1132 — у Вакаямі і 326 — у Сакай. Площа підприємства становить близько 5,3 км². 2014 року на комбінаті виплавлено 4635 тис. т сталі. Тут працюють 2 доменних печі корисним об'ємом 3700 м³ і 2700 м³, у сталеплавильному цеху експлуатуються три 260-тонних кисневих конвертори, одна 80-тонна електродугова піч, установки безперервного розливання сталі, блюмінг. Основна продукція комбінату — металопрокат і безшовні труби.